# RTL7 (Pologne)
Pour les articles homonymes, voir RTL7.
RTL7 était une chaîne de télévision commerciale privée lancée en Pologne par RTL Group en 1996, puis fut rachetée fin 2001 par le groupe I-T-I (filiale de TVN).
Après reformatage de la chaîne, elle reprend ses émissions le 1er mars 2002 pour céder la place à TVN Siedem (désormais nommée TVN 7).
Les programmes les plus célèbres de RTL7 étaient le journal 7 minut, le magazine Zoom et l'émission de reportages 52 minuty.